# Джон Девіс (китобій)
Капітан Джон Девіс (англ. John Davis; 1784, Суррей, Англія) був мисливцем на тюленів з Коннектикуту, США. Вважається, що він був першим після першовідкривачів, хто ступив на землю Антарктиди, — 7 лютого 1821 року. Капітан Джон Девіс першим свідомо заявив, що висадився на континенті Антарктида. Відкриття континенту відбулося у січні 1820 року, його пов'язують з трьома експедиціями — російською (на чолі з Фабіаном Готтлібом фон Беллінсгаузеном  та Михайлом Лазарєвим), британською (на чолі з Едвардом Брансфілдом та Вільямом Смітом), а також американським мисливцем на тюленів Натаніелем Палмером (листопад). Уперше на землю Антарктиди, не знаючи, що це континент, ступили Бренсфілд та Сміт  — 30 січня 1820 р. вони висадилися на півостів Триніті.

## Антарктична заява: «Я думаю, що ця південна земля є континентом»
Частина екіпажу Девіса з американського корабля Сесілія, можливо, висадили в бухті Х'юз (64 ° 01'S), шукаючи тюленів менше години. Запис у корабельному журналі: 
Commences with open Cloudy Weather and Light winds a standing for a Large Body of Land in that Direction SE at 10A.M. close in with it our Boat and Sent her on Shore to look for Seal at 11A.M. the Boat returned but find no sign of Seal at noon our Latitude was 64°01' South Stood up a Large Bay, the Land high and covered intirely [sic] with snow the wind coming Round to the North & Eastward with Thick weather Tacked ship and headed off Shore. At 4P.M. fresh Gale and Thick weather with snow ... Ends with Strong Gales at ENE Concluded to make the Best of our way for the Ship I think this Southern Land to be a Continent.
 Ці люди були першими, хто заявив, що ступив на нещодавно відкритий континент Антарктида.
Перша безперечна наукова висадка на Антарктиду відбулася через 74 роки, 24 січня 1895 р., коли група людей з норвезького корабля Антарктида вирушила на берег для збору геологічних зразків на мисі Адаре. У групу входили норвежці Генрік Йохан Булл, Карстен Борхгревінк та новозеландець Олександр фон Тунзельман.

## Спадщина
Прибережна смуга в частині Антарктичного півострова, де люди вийшли на берег, називається Берег Девіса.